# My Madonna
My Madonna er en amerikansk stumfilm fra 1915 af Alice Guy.

## Medvirkende
- Olga Petrova som Lucille.
- Guy Coombs som Robert.
- Evelyn Dumo.
- Albert S. Howson.
- James O'Neill.